# May Dream
《May Dream》，日本女創作歌手aiko的第12張錄音室專輯，於2016年5月18日由PONY CANYON發行，此張專輯亦是aiko睽違兩年發行的創作專輯。

## 專輯概要
除了未公開發行的新歌，此張專輯亦收錄2014年11月12日至2016年3月9日發行的四張單曲，包括〈我的對面〉、〈夢的間隙〉、〈正負〉、〈多一點〉。其中，〈我的對面〉為關西電視台連續劇《出色的選TAXI》主題曲、〈多一點〉為TBS電視台連續劇《請和這個沒用的我談戀愛》主題曲、〈暗示〉為電影《學長與女友》主題曲、〈正負〉為NHK BS Premium台連續劇《假男友》主題曲。
此張專輯的初回限定版A（CD＋藍光）及初回限定版B（CD＋DVD）附贈aiko個人首次在大阪的跨年倒數演唱會影像。而初回限定版C則是附贈特典CD，收錄四首舊歌重新編曲後的錄音室版本。

## 銷售反應
2016年5月30日公布的Oricon公信榜的週間專輯排行榜中，此專輯發行首週以近6.9萬張的成績取得冠軍，為aiko個人第9張冠軍專輯，亦是連續第3張專輯奪冠。

## 收錄曲目
全作詞/作曲：AIKO

編曲：
M2、M4、M6、M7、M9、M10、M11、M12：OSTER project
M1、M3、M8、M13：Kano Kawashima
CD
1. 幾點幾分（何時何分）
2. 我的對面（あたしの向こう）
3. 冷凍宅急便（冷凍便）
4. 多一點（もっと）
5. 信號
6. 夢的間隙（夢見る隙間）
7. 只有愛是（愛だけは）
8. 喜惡
9. 破碎的心（かけらの心）
10. 重要的現在（大切な今）
11. 暗示
12. 正負
13. 蔚藍的日子（蒼い日）

特典藍光・DVD「Love Like Pop vol.18～CountDown Live 一眨眼就來到了最後一天～」（初回限定盤A・B）
1. -OPENING-
2. 正負
3. 夢的間隙（夢見る隙間）
4. Aka
5. 貓
6. 他的塗鴉（彼の落書き）
7. 冰冷的謊言（冷たい嘘）
8. Lip（リップ）
9. 面對面（向かいあわせ）
10. 暗示
11. 好冷啊…（寒いね…）
12. 同學
13. 下次再見的時候（今度までには）
14. 透明水滴（透明ドロップ）
15. 傷痕
16. 明天亦將一如既往（明日もいつも通りに）
17. 明天
18. 合撐一把傘（相合傘）
19. 我的對面（あたしの向こう）
20. 咂嘴
21. -COUNT DOWN-
22. beat
23. 亮晶晶（キラキラ）
24. 獨角仙（カブトムシ）
25. Boy Friend（ボーイフレンド）
26. -ENDING-

特典CD「在『寒冷的』深夜兩點和他去一趟超市吧。」（初回限定盤C）
1. 好冷啊…（寒いね…）
2. 二點左右（二時頃）
3. 愛情彈彈球（恋のスーパーボール）
4. 戀愛中毒（恋愛ジャンキー）

## 外部連結
- 官方網站 （页面存档备份，存于）